# Ma femme, sois comme une rose
Pour plus de détails, voir Fiche technique et Distribution.
Ma femme, sois comme une rose (妻よ薔薇のやうに, Tsuma yo bara no yo ni) est un film japonais de Mikio Naruse sorti en 1935.

## Synopsis
Kimiko est une jeune employée de bureau moderne et occidentalisée qui vit seule avec sa mère, une poétesse abandonnée des années plus tôt par son mari Shunsaku, parti vivre à la campagne avec une ancienne geisha Oyuki. Kimiyo est fiancée avec Seiji, un de ses collègues. Son oncle Shingo qui lui apprend qu'en vue du mariage, le père du fiancé veut s'entretenir avec son père Shunsaku. Shingo enjoint à sa nièce de le retrouver à la campagne et de le faire revenir à Tokyo.
Kimiko se rend donc dans le village où vit son père. Elle fait la connaissance d'Oyuki, l'ancienne geisha qui vit avec son père ainsi de leurs deux enfants, Kenichi et Shizuko. Elle découvre une famille heureuse et apprend avec surprise que c'est Oyuki, qui exerce désormais le métier de coiffeuse, qui envoie chaque mois de l'argent à sa mère. Shunsaku accepte de retourner à Tokyo afin d'organiser le mariage de sa fille. Oyuki est angoissée à l'idée qu'il ne revienne pas.
De retour auprès de sa femme Etsuko, les retrouvailles sont froides. Oyuki se rend compte de la distance qui existe entre cette mère sophistiquée et distante et ce père aux plaisirs simples qui s'ennuie profondément au point de s'endormir lors d'une représentation de kabuki. Une fois les modalités du mariage réglée, Kimiko encourage son père à retourner auprès d'Oyuki, contre l'avis de son oncle et au désespoir de sa mère.

## Fiche technique

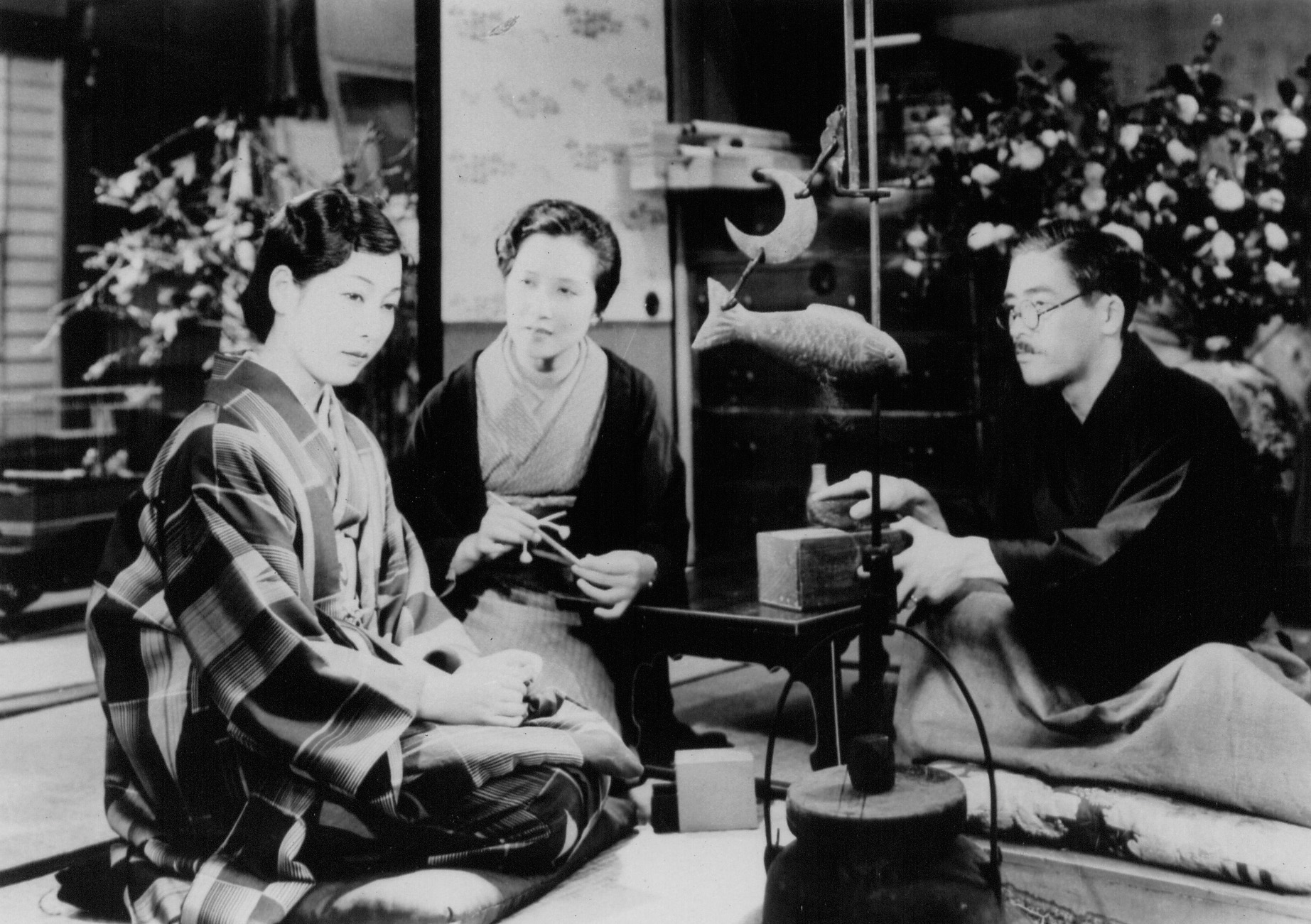
De gauche à droite : Sachiko Chiba, Chikako Hosokawa et Kamatari Fujiwara

- Titre français : Ma femme, sois comme une rose
- Titre original : 妻よ薔薇のやうに (Tsuma yo bara no yo ni?)
- Réalisation : Mikio Naruse
- Scénario : Mikio Naruse d'après Futari-zuma (Deux épouses), une pièce de théâtre shinpa de Minoru Nakano (ja)[1]
- Photographie : Hiroshi Suzuki
- Montage : Kōichi Iwashita
- Musique : Noboru Itō (ja)
- Direction artistique : Kazuo Kubo
- Sociétés de production : P.C.L.
- Pays d'origine :  Empire du Japon
- Format : noir et blanc — 1,37:1 — 35 mm — son mono
- Genre : drame
- Durée : 74 minutes[2] (métrage : 8 bobines - 2 025 m[2])
- Dates de sortie :
  - Empire du Japon : 15 août 1935[2]
  - États-Unis : 13 avril 1937[3],[4]

## Distribution
- Sachiko Chiba : Kimiko Yamamoto
- Heihachirō Ōkawa : Seiji, le fiancé de Kimiko
- Toshiko Itō : Etsuko Yamamoto, la mère de Kimiko
- Sadao Maruyama : Shunsaku Yamamoto, le père de Kimiko
- Yuriko Hanabusa : Oyuki
- Setsuko Horikoshi : Shizuko, la fille de Shunsaku et d'Oyuki
- Kaoru Itō : Kenichi, le fils de Shunsaku et d'Oyuki
- Kamatari Fujiwara : Shingo, le frère d'Etsuko
- Chikako Hosokawa : la femme de Shingo

## Autour du film
Ma femme, sois comme une rose est le vingt-septième film réalisé par Mikio Naruse et son troisième parlant. C'est aussi le premier film parlant japonais montré et exploité aux États-Unis, il sort en 1937 à New York sous le titre de Kimiko. Le film obtient un succès critique au Japon où la revue Kinema Junpō le place en tête de son classement des dix meilleurs films japonais de l'année 1935.

## Récompenses et distinctions
- 1936 : Prix Kinema Junpō du meilleur film japonais